# Víctor González Torres
Víctor González Torres (Mexico-Stad, 1 juli 1947) is een Mexicaans medicus en zakenman. Hij staat ook wel bekend als Dr. Simi, naar de mascotte van zijn nationale apothekenfranchise Farmacias Similares.
Farmacias Similares is een bedrijf dat (dure) medicijnen namaakt, en ze goedkoper dan de oorspronkelijke medicijnen verkoopt aan arme delen van de bevolking van Mexico en Centraal-Amerika. De slogan is 'hetzelfde maar dan goedkoper'. González Torres is verschillende keren aangeklaagd door andere farmaceutische firma's wegens schending van het patentrecht, maar geen van die aanklachten was succesvol.
In 2006 nam hij deel als write-inkandidaat bij de presidentsverkiezingen. Daar hij geen officiële subsidie kreeg noemde hij zichzelf 'de goedkoopste kandidaat'.